# Diocesi di Béziers

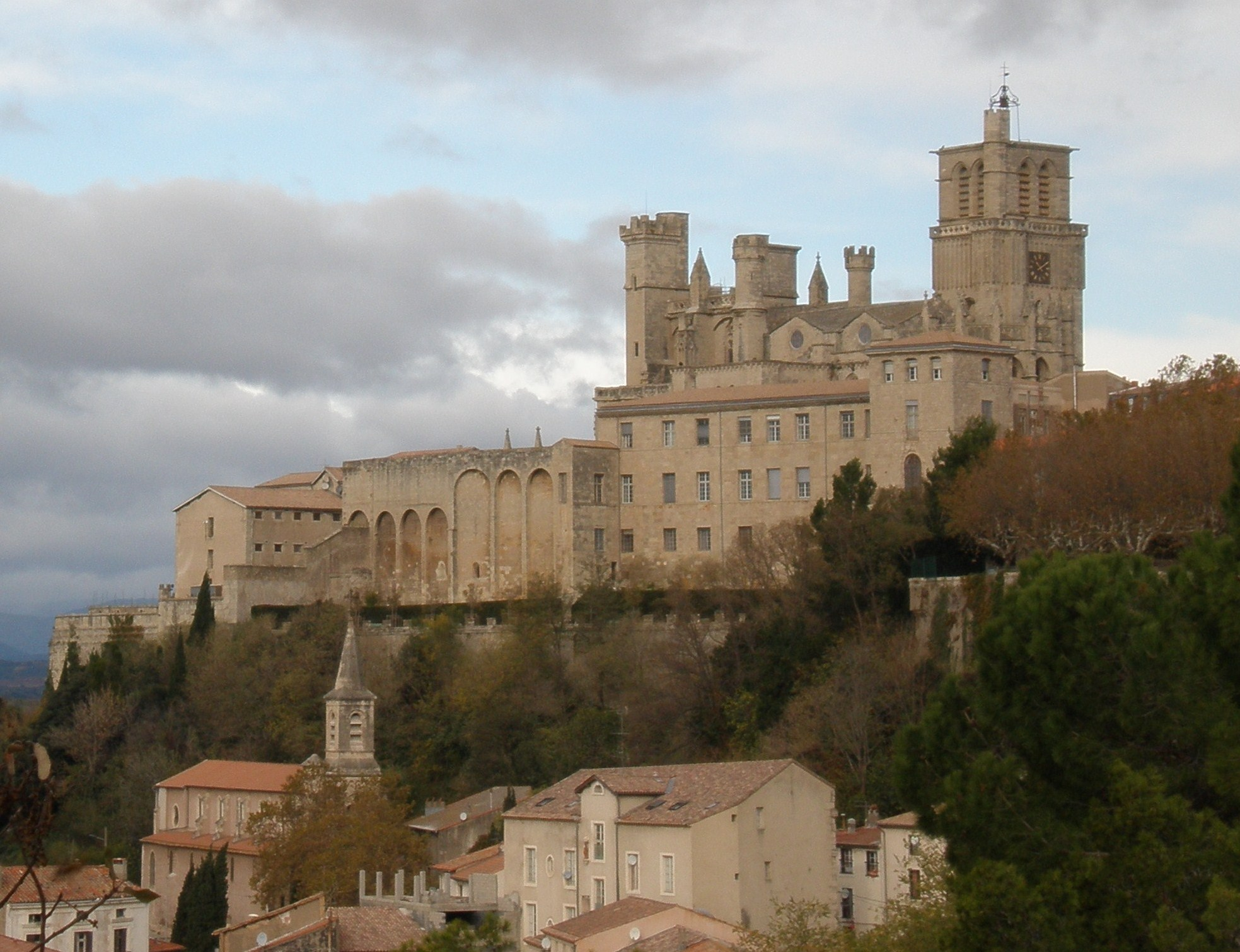
Vista della rocca e della cattedrale di Béziers.

La diocesi di Béziers (in latino: Dioecesis Biterrensis) è una sede soppressa della Chiesa cattolica.

## Territorio
La diocesi confinava a sud con il Mediterraneo, ad est con le diocesi di Lodève, Montpellier e Agde, a nord con quella di Vabres e ad ovest con le diocesi di Castres e di Saint-Pons-de-Thomières.
Sede vescovile era la città di Béziers nell'attuale dipartimento dell'Hérault, dove fungeva da cattedrale la chiesa dei Santi Nazario e Celso.
Nel 1671 la diocesi comprendeva circa 100 parrocchie, salite a 130 nel 1745.
All'epoca della rivoluzione francese la diocesi comprendeva le 5 parrocchie della città episcopale e altre 136 parrocchie, suddivise in tre arcipresbiterati: Cazouls, Bouzigues e Pouget.

## Storia
Secondo la tradizione, il primo vescovo di Béziers sarebbe Afrodisio (Aphrodisius), un santo egiziano che avrebbe ospitato la famiglia di Gesù ad Ermopoli e sarebbe successivamente diventato discepolo di Cristo, quindi avrebbe accompagnato Sergio e Paolo in Gallia e sarebbe morto martire a Béziers. È probabile in realtà che Afrodisio possa essere stato vescovo di Béziers ma solo nel III secolo, come attesterebbe la vita di Paolo di Narbona. Il primo vescovo storicamente documentato è Paolino menzionato nel 418. La diocesi era suffraganea dell'arcidiocesi di Narbona.
La prima testimonianza storica dell'esistenza di una comunità cristiana a Béziers è del 356, anno in cui l'arcivescovo Saturnino di Tolosa convocò in città un sinodo per combattere l'arianesimo, che decretò l'esilio del vescovo Ilario di Poitiers in Frigia.
A partire dall'VIII secolo, per effetto della donazione che Pipino il Breve fece ai vescovi della Settimania, il vescovo di Béziers acquisì diritti feudali su un terzo della città e dei suoi sobborghi; nel 1230 ottenne il titolo di conte e signore di Béziers.
In epoca medievale furono nominati vescovi Guiraud (1121-1123) e Domenico di Guzmán, che tuttavia rifiutò l'incarico per dedicarsi alla crociata contro gli albigesi, molto diffusi nella regione. Particolarmente cruenta fu la strage compiuta contro di loro nel 1209.
Per la sua posizione strategica al centro della Linguadoca, Béziers fu il luogo di riunione di trenta sinodi regionali. Di particolare rilevanza storica sono i sinodi del XIII secolo, i cui decreti, dettati dal persistere del catarismo e dall'aumento della popolazione ebraica nella diocesi, costituiscono una delle fonti più importanti per la storia religiosa della Linguadoca nel Medioevo.
Nel 1367 il vescovo Hugues de la Jugie concesse alla comunità ebraica della città di avere una propria scuola, una sinagoga e un cimitero; il permesso fu rinnovato da Hugues de Combarel nel 1422 dietro un compenso in denaro. Risale invece al 1160 l'abolizione del costume di assalire a sassate il quartiere ebraico durante la Settimana santa.
Durante l'epoca delle guerre di religione, comunità protestanti si stabilirono in molti centri della diocesi. Il 9 ottobre 1561 un'armata protestante assalì la città di Béziers e il vescovado, dove si era rifugiato il visconte. Nel marzo successivo chiese e monasteri furono distrutti e la città rimase in mano protestante per oltre un anno. Ritornata la pace con l'editto del 1564, agli Ugonotti fu concessa la libera circolazione e la restituzione dei loro beni.
Nel corso del XVI e XVII secolo la diocesi ebbe una gerarchia episcopale d'origine fiorentina: Lorenzo Strozzi, Giuliano di Pierfrancesco de' Medici e cinque membri della famiglia Bonsi.
L'ultimo vescovo, Aymar Claude de Nicolai, fuggì da Béziers quando nel 1790, con la Costituzione civile del clero, la città divenne sede della diocesi dipartimentale dell'Hérault ed egli si rifiutò di prestare alla Costituzione il giuramento richiesto.
La diocesi di Béziers fu canonicamente soppressa in seguito al concordato con la bolla Qui Christi Domini di papa Pio VII del 29 novembre 1801 e il suo territorio fu incorporato in quello della diocesi di Montpellier.
Un nuovo concordato, stipulato nel giugno 1817, e la successiva bolla Commissa divinitus, prevedevano la restaurazione della diocesi, che doveva comprendere gli arrondissements di Béziers e di Saint-Pons; ma il nuovo accordo non entrò mai in vigore, perché non ratificato dal parlamento di Parigi. Per cui anche la nomina di Paul Gaston du Pins (1º ottobre 1817), che nel frattempo aveva già indirizzato ai suoi fedeli una lettera pastorale, non ebbe effetto.
Dal 16 giugno 1877 il titolo di vescovi di Béziers è accordato ai vescovi di Montpellier.

## Cronotassi dei vescovi
- Sant'Afrodisio † (circa metà del III secolo)
- San Paolino † (menzionato nel 418 circa)
- Dinamio † (menzionato nel 446)
  - Ermete † (menzionato nel 461) (vescovo eletto)[1]
- San Sedato † (menzionato nel 589)
- Pietro † (menzionato nel 633)
- Crescituro † (menzionato nel 683)
- Pacotasio † (menzionato nel 688)
- Errigio † (menzionato nel 693)
- Vulfegario † (menzionato nel 788 o 791)
- Stefano † (menzionato nell'833)[2]
- Alarico † (prima dell'875 - dopo l'878)
- Agilberto † (prima dell'885 - dopo il 19 aprile 897 deceduto)
- Fruttuario o Truttario † (menzionato il 16 luglio 897)
- Matfredo I † (menzionato nell'898)[3]
- Reginaldo † (prima del 906 - inizio del 933 deceduto)[4]
- Rodoaldo † (prima del 937 - 957 deceduto)
- Bernard Géraud † (957 - dopo il 981)
- Matfredo II † (prima del 988 - dopo il 1010)
- Urbain † (menzionato nel 1016)
- Étienne II † (prima di aprile 1017 - dopo febbraio 1036)
- Bernard II † (circa 1037 - dopo il 1045)
- Bérenger I † (prima del 1050 - 1053 deceduto)
- Bernard Arnaud † (1053 - dopo il 1057)
- Bérenger II ? † (prima del 1061 - dopo il 1066)[5]
- Matfred III † (1077 - 1096 dimesso)
- Arnaud de Lévézou † (prima di marzo 1096 - 16 aprile[6] 1121 nominato arcivescovo di Narbona)
- San Guiraud (Geraldus, Geraud) † (1121 - 5 novembre 1123 deceduto)
- Guillaume de Servian † (menzionato nel 1127)
- Bermond de Lévezou † (circa 1127/1128 - 1152)
- Guillaume II † (1152 - dopo novembre 1157)
- Raymond † (menzionato nel 1159)
- Guillaume III † (prima di maggio 1160 - dopo marzo 1167)
- Bernard de Gaucelin † (1167 - 1182 nominato arcivescovo di Narbona)[7]
- Geofroy de Marseille † (1185 - 16 maggio 1199 deceduto)
- Guillaume de Rocozels † (prima di agosto 1199 - 22 aprile 1205 deceduto)
- Ermengaud † (aprile 1205 - 26 agosto 1208 deceduto)
- Reginald de Montpeyroux † (prima di luglio 1209 - 1211 deceduto)
- Pierre d'Aigrefeuille † (1211 - 6 luglio 1212 deceduto)
- Bertrand de Saint Gervais † (1212 - 13 gennaio 1215 deceduto)
- Raymond Lenoir † (gennaio 1215 - 20 aprile 1215 deceduto)
- Bernard de Cuxac † (luglio 1215 - 23 gennaio 1242 deceduto)
- Raymond de Salles † (1245 - 25 luglio 1247 deceduto)
- Raymond de Valhauquès † (19 settembre 1247 - 6 giugno 1261 deceduto)
- Pons de Saint Just † (giugno 1261 - 19 marzo 1293 deceduto)
- Raymond de Colombiers † (1293 - 28 giugno 1294 deceduto)
- Bérenger de Frédol il Vecchio † (1294 - 15 dicembre 1305 dimesso)
- Richard Neveu † (22 gennaio 1306 - 8 maggio 1309 deceduto)
- Bérenger de Frédol il Giovane † (29 maggio 1309 - 23 dicembre 1312 dimesso)[8]
- Guilhaume Frédol, O.S.B. † (5 marzo 1313 - 6 luglio 1349 deceduto)
- Hugues de la Jugie † (11 dicembre 1349 - 27 giugno 1371 nominato vescovo di Carcassonne)
- Sicard d'Ambres de Lautrec † (8 luglio 1371 - 22 luglio 1383 deceduto)
- Simon de Cramaud † (8 agosto 1383 - 24 novembre 1385 nominato vescovo di Poitiers)
- Barthelemy de Montcalve † (23 dicembre 1385 - 22 luglio 1402 deceduto)
- Bertrand de Maumont † (10 marzo 1408 - 12 gennaio 1422 nominato vescovo di Tulle)
- Hugues de Combarel † (12 gennaio 1422 - 14 febbraio 1424, nominato vescovo di Poitiers)
- Guilhaume de Montjoie † (14 febbraio 1424 - 3 aprile 1451 deceduto)
- Louis de Harcourt † (27 ottobre 1451 - 10 dicembre 1451 nominato vescovo di Narbona)
- Pierre Bureau † (10 dicembre 1451 - 1456 o 1457 dimesso)
- Jean Bureau † (12 agosto 1457 - 2 maggio 1490 deceduto)
- Pierre Javailhac † (5 luglio 1490 - ? dimesso)
- Antoine Dubois † (13 settembre 1497 - 17 aprile 1537 deceduto)
- Jean de Lettes † (13 giugno 1537 - 1543 dimesso)
- Jean de Narbonne, O.S.B.Clun. † (30 marzo 1543 - 17 novembre 1545 deceduto)
- François Gouffier † (8 ottobre 1546 - 1547 dimesso)
- Lorenzo Strozzi † (7 dicembre 1547 - 1561 dimesso)
- Giuliano di Pierfrancesco de' Medici † (14 aprile 1561 - 29 maggio 1575 nominato arcivescovo di Aix)
- Tommaso Bonsi † (6 aprile 1576 - 1596 dimesso)
- Giovanni Bonsi † (11 febbraio 1598 - 4 luglio 1621 deceduto)
- Tommaso Bonsi † (10 gennaio 1622 - 27 agosto 1628 deceduto)
- Clemente Bonsi † (17 settembre 1629 - 6 ottobre 1659 deceduto)
- Piero Bonsi † (7 giugno 1660 - 28 settembre 1671 nominato arcivescovo di Tolosa)
- Armand Jean de Rotondy de Biscaras † (22 febbraio 1672 - 15 febbraio 1702 deceduto)
- Louis-Charles des Alris de Rousset † (25 settembre 1702 - 6 settembre 1744 deceduto)
- Léon-Louis-Ange de Ghistelle de Saint-Floris † (21 giugno 1745 - 1746 dimesso)
- Joseph-Bruno de Bausset de Roquefort † (9 marzo 1746 - 26 giugno 1771 deceduto)
- Aymar Claude de Nicolai † (23 settembre 1771 - 7 ottobre 1801 dimesso)
  - Sede soppressa
  - Paul Gaston du Pins † (1º ottobre 1817 - 27 settembre 1822 nominato vescovo di Limoges) (vescovo eletto)